# 제2차 세계 대전 기간 영국의 국내 전선
제2차 세계 대전 기간 영국의 국내 전선은 제2차 세계 대전 기간 동안의 정치, 사회, 경제사를 포괄한다.
전쟁 비용은 높았고 고세율, 자산 매각, 랜드리스 등을 통해 재정적으로 충당됐다. 미국은 탄약 300억 불어치를 공급했고 캐나다도 지원을 했다. 이러한 지원 및 대출은 상환될 필요가 없었다.
영국의 총동원은 강력한 민간 지지를 유지함으로써 전쟁 승리에 기여했다. 매체는 2차 대전을 '인민 전쟁'으로 간주했는데 전쟁 계획에 대한 대중적 필요에 집중했고 복지 국가를 확대했다. 왕실은 영국 대공습 때 런던에 남아 있었고 전국의 군부대, 탄약 공장, 선박수리소, 병원 등을 방문하여 핵심 역할을 수행했다.
영국은 자발적 노동에 성공적으로 의존했다. 품질이 유지되면서도 탄약 생산량이 급증했다. 농업인들은 경작지를 약 50,000km2에서 75,000km2로 늘렸다.

## 같이 보기
- 제2차 세계 대전 기간 영국의 국내 전선 연표
- 제2차 세계 대전 기간 영국의 민간인 피란